# Ajmer
Ajmer è una città dell'India di 485.197 abitanti, capoluogo del distretto di Ajmer e della divisione di Ajmer, nello stato federato del Rajasthan. In base al numero di abitanti la città rientra nella classe I (da 100.000 persone in su).
Tra il 1178 e il 1192 fu capitale del regno Rajput di Prithviraj Chauhan - raja della maggior parte del Rajasthan, Haryana e Delhi; e di alcune parti del Punjab, del Madhya Pradesh e dell'Uttar Pradesh - sconfitto e ucciso nella Seconda battaglia di Tarain dal suo avversario Muhammad di Ghur, che s'impadronì dei suoi domini.
Nella città è ospitata la dargah del grande "santo" sufi Mo'inoddin Cishti (XII secolo), fondatore dell'ordine mistico della Cishtiyya, presso il quale convengono annualmente poco meno di mezzo milioni di pellegrini, che qui festeggiano il suo Urs.

## Geografia fisica
La città è situata a 26° 26' 60 N e 74° 37' 60 E e ha un'altitudine di 471 m s.l.m..

## Società

### Evoluzione demografica
Al censimento del 2001 la popolazione di Ajmer assommava a 485.197 persone, delle quali 253.854 maschi e 231.343 femmine. I bambini di età inferiore o uguale ai sei anni assommavano a 57.510, dei quali 30.095 maschi e 27.415 femmine. Infine, coloro che erano in grado di saper almeno leggere e scrivere erano 359.499, dei quali 202.229 maschi e 157.270 femmine.

## Altri progetti

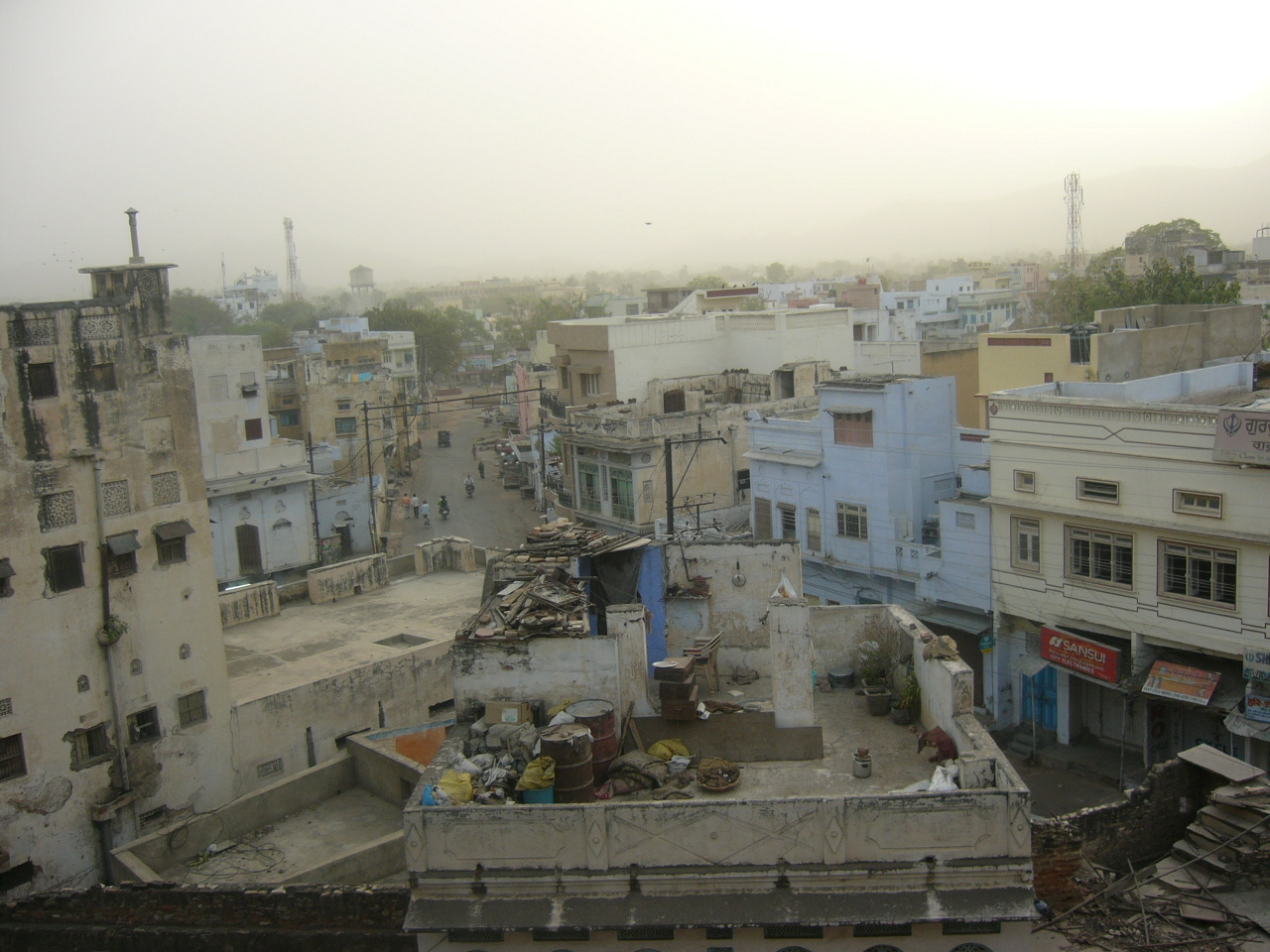
Ajmer